# Florence Crauford Grove
Florence Crauford Grove (1838 – 1902) fue un montañero y autor inglés, a veces conocido como F. Crauford Grove.

## Montañero
Grove se convirtió en un experimentado alpinista a finales de los años cincuenta y se unió al Alpine Club de Londres poco después de que se formase en el año 1857, más tarde desempeñó el cargo de presidente desde 1884 hasta 1886. Fue uno de los mejores escaladores británicos de su época y se recuerda por oponerse a los ascensos sin guía en los años setenta. Un artículo de los fundadores del Club Alpine en el Oxford Dictionary of National Biography lo llama un "viajero caballero de medios independientes".
Debido a su primer nombre, a veces a Grove se le considera por error una mujer. Su segundo nombre es Crauford.

## Primeras ascensiones
- 12 de agosto de 1863: Dent d'Hérens (4.171 m) con Reginald S. Macdonald, Montagu Woodmass y William Edward Hall y los guías Melchior Anderegg y Peter Perren.
- 16 de agosto de 1863: Parrotspitze (4.432 m) con la misma cordada (Reginald S. Macdonald, Montagu Woodmass, William Edward Hall, guías Melchior Anderegg y Peter Perren)
- 22 de agosto de 1864: Zinalrothorn (4.221 m), con Leslie Stephen y guías Jakob Anderegg y Melchior Anderegg
- 1874: Cima occidental del monte Elbrus (5.642 m), primera ascensión liderada por Grove, con Frederick Gardner, Horace Walker, Peter Knubel y su guía Ahiya Sottaiev. La cima oeste es cuarenta metros más alta que la cima este.[3]

## Publicaciones
- The Frosty Caucasus: an account of a walk through part of the Range and of an ascent of Elbruz in the summer of 1874 (Londres, Longmans, Green & Co, 1875, 341 pp.)

Libro de Grove está ilustrado con seis láminas por Edward Whymper, con fotografías por Horace Walker, y un mapa que se dobla. Los capítulos van desde el Rion Superior, el valle del río Tcherek Superior, el glaciar Bezingi y el grupo Kotchan Tau (ambos en Kabardino-Balkaria, Rusia), Tchegem y la Garganta del Djilki-Su, Urusbieh, la primera ascensión del monte Elbruz (en Kabardino-Balkaria y Karacháyevo-Cherkesia), y el paso de Nakhar (en Georgia).
The Frosty Caucasus fue reeditado en una edición facsímil por Adamant Media Corporation en febrero de 2002 (ISBN 978-1-4021-8446-8).
El título del libro está tomado de la obra de William Shakespeare Ricardo II -
Oh, ¿quién puede sostener un fuego en la mano

Creyendo que es el helado Cáucaso?